# Libélulas de Cuba
Las libélulas, los insectos del Orden Odonata, tienen coloraciones hermosas y conductas interesantes. Los adultos son predadores de insectos en vuelo y las ninfas predan pequeños animales acuáticos, incluyendo vertebrados. En Cuba existen registros de 85 especies en 41 géneros y 7 familias (Cenbio – Cuba 2007). Los géneros (30) y las especies (38 especies de 25 géneros) que también están presentes en la Florida se señalan con un ¹ (Kondratieff 2006).

## Lista de géneros por familias en Cuba
- Familia Aeshnidae: Aeshna, Anax ¹, Coryphaeschna ¹, Gynacantha ¹, Triacanthagyna ¹.
- Familia Gomphidae: Aphylla ¹, Progomphus ¹.
- Familia Libellulidae: Brachymesia ¹, Cannaphila, Celithemis ¹, Crocothemis ¹, Dythemis ¹, Erythrodiplax ¹, Erythemis ¹, Idiataphe ¹, Libellula ¹, Macrodiplax ¹, Macrothemis, Miathyria ¹, Micrathyria ¹, Orthemis ¹, Pachydiplax ¹, Pantala ¹, Perithemis¹ , Scapanea, Sympetrum ¹, Tauriphila ¹, Tholymis ¹, Tramea ¹.
- Familia Coenagrionidae: Nehalennia, Enacanta, Enallagma ¹, Ischnura ¹, Leptobasis, Neoerythromma ¹, Telebasis ¹.
- Familia Lestidae: Lestes ¹.
- Familia Megaopdagrionidae: Hypolestes.
- Familia Protoneuridae: Microneura, Neoneura, Protoneura.

## A
- Aeshna psilus Calvert, 1947 (Anisoptera: Aeshnidae)
- Anax amazili (Burmeister,1839) (Anisoptera: Aeshnidae) ¹
- Anax junius (Drury, 1770) (Anisoptera: Aeshnidae) ¹
- Anax longipes Hagen (1861) (Anisoptera: Aeshnidae) ¹
- Aphylla caraiba (Selys,1854) (Anisoptera: Gomphidae)

## B
- Brachymesia furcata (Hagen,1861) (Anisoptera: Libellulidae) ¹
- Brachymesia herbida Gundlach,1888 (Anisoptera: Libellulidae) ¹

## C
- Cannaphila insularis (Carpenter,1897) (Anisoptera: Libellulidae)
- Celithemis eponina (Drury,1773) (Anisoptera: Libellulidae) ¹
- Coryphaeschna adnexa (Hagen, 1861) (Anisoptera: Aeshnidae) ¹
- Coryphaeschna remartinia secreta (Calvert, 1952) (Anisoptera: Aeshnidae)
- Coryphaeschna viriditas Calvert, 1952 (Anisoptera: Aeshnidae) ¹
- Crocothemis servilia (Drury) (Anisoptera: Libellulidae) ¹

## D
- Dythemis rufinervis (Burmeister, 1839) (Anisoptera: Libellulidae)
- Dythemis sterilis Hagen,1861 (Anisoptera: Libellulidae)

## E
- Enacanta caribbea Donnelly et Alayo, 1966 (Zygoptera: Coenagrionidae)
- Enallagma cardenium Hagen, 1876 (Zygoptera: Coenagrionidae)
- Enallagma civile (Hagen, 1861) (Zygoptera: Coenagrionidae) ¹
- Enallagma coecum (Hagen, 1861) (Zygoptera: Coenagrionidae)
- Enallagma doubledayi (Zygoptera: Coenagrionidae) ¹
- Enallagma truncatum Gundlach,1888 (Zygoptera: Coenagrionidae)
- Erythemis attala (Selys, 1857) (Anisoptera: Libellulidae)
- Erythemis haematogastra (Burmeister, 1839) (Anisoptera: Libellulidae)
- Erythemis plebeja (Burmeister), 1839 (Anisoptera: Libellulidae) ¹
- Erythemis simplicicollis (Say, 1839) (Anisoptera: Libellulidae) ¹
- Erythemis vesiculosa (Fabr. 1775) (Anisoptera: Libellulidae) ¹
- Erythrodiplax berenice (Hagen , 1861) (Anisoptera: Libellulidae) ¹
- Erythrodiplax fervida (Erichson, 1948) (Anisoptera: Libellulidae)
- Erythrodiplax justiniana (Selys, 1857) (Anisoptera: Libellulidae)
- Erythrodiplax umbrata (Linnaeus,1758) (Anisoptera: Libellulidae)

## G
- Gynacantha ereagris Gundlach, 1888 (Anisoptera: Aeshnidae)
- Gynacantha nervosa Rambur, 1842 (Anisoptera: Aeshnidae) ¹

## H
- Hypolestes trinitatis Gundlach, 1888 (Zygoptera: Megaopdagrionidae)

## I
- Idiataphe cubensis (Scudder, 1866) (Anisoptera: Libellulidae) ¹
- Ischnura bastata (Say, 1839) (Zygoptera: Coenagrionidae)
- Ischnura capreolus (Hagen, 1861) (Zygoptera: Coenagrionidae)
- Ischnura ramburii (Selys, !850) (Zygoptera: Coenagrionidae) ¹

## L
- Leptobasis candelaria Alayo, 1968 (Zygoptera: Coenagrionidae)
- Leptobasis vacillans Hagen, 1877 (Zygoptera: Coenagrionidae)
- Lestes forficula Rambur,1842 (Zygoptera: Lestidae)
- Lestes spumarius Hagen,1862 (Zygoptera: Lestidae) ¹
- Lestes tenuatus (Rambur, 1842) (Zygoptera: Lestidae)
- Libellula needhami Westfall, 1943 (Anisoptera: Libellulidae) ¹

## M
- Macrodiplax balteata (Hagen, 1861) (Anisoptera: Libellulidae) ¹
- Macrothemis celeno (Selys, 1857) (Anisoptera: Libellulidae)
- Miathyria marcella (Selys, 1857) (Anisoptera: Libellulidae) ¹
- Miathyria simplex (Rambur, 1842) (Anisoptera: Libellulidae)
- Micrathyria aequalis (Hagen,1861) (Anisoptera: Libellulidae) ¹
- Micrathyria debilis (Hagen, 1861) (Anisoptera: Libellulidae)
- Micrathyria didyma (Selys, 1857) (Anisoptera: Libellulidae) ¹
- Micrathyria dissocians Calvert,1906 (Anisoptera: Libellulidae)
- Micrathyria hagenii Kirby,1890 (Anisoptera: Libellulidae)
- Microneura caligata Hagen,1886 (Zygoptera: Protoneuridae)

## N
- Nehalennia minuta (Sely,1857) (Zygoptera: Coenagrionidae) ¹
- Neoneura carnatica Selys, 1886 (Zygoptera: Protoneuridae)
- Neoneura maria (Scudder, 1866) (Zygoptera: Protoneuridae)
- Neoerythromma cultellatum (Selys, 1876) (Zygoptera: Coenagrionidae) ¹

## O
- Orthemis ferruginea (Fabricius, 1775) (Anisoptera: Libellulidae) ¹

## P
- Pachydiplax longipennis (Burmeister, 1839) (Anisoptera: Libellulidae) ¹
- Pantala flavescens (Fabricius, 1798) (Anisoptera: Libellulidae) ¹
- Pantala hymenea (Say, 1839) (Anisoptera: Libellulidae) ¹
- Perithemis domitia (Drury 1773) (Anisoptera: Libellulidae)
- Progomphus integer Hagen,1878
- Protoneura capillaris (Rambur,1842) (Zygoptera: Protoneuridae)
- Protoneura corculum Calvert, 1907 (Zygoptera: Protoneuridae)

## S
- Scapanea frontalis (Burmeister, 1839) (Anisoptera: Libellulidae)
- Sympetrum illotum (Hagen, 1861) (Anisoptera: Libellulidae)

## T
- Tauriphila argo (Hagen,1869) (Anisoptera: Libellulidae)
- Tauriphila australis (Hagen,1867) (Anisoptera: Libellulidae) ¹
- Telebasis corallina (Selys,1876) (Zygoptera: Coenagrionidae)
- Telebasis dominicana (Selys, 1857) (Zygoptera: Coenagrionidae)
- Tholymis citrina Hagen, 1867 (Anisoptera: Libellulidae) ¹
- Tramea abdominalis (Rambur, 1842) (Anisoptera: Libellulidae) ¹
- Tramea calverti Muttkowski, 1910 (Anisoptera: Libellulidae) ¹
- Tramea insularis Hagen, 1861 (Anisoptera: Libellulidae) ¹
- Tramea lacerata Hagen, 1861 (Anisoptera: Libellulidae) ¹
- Tramea onusta Hagen, 1861 (Anisoptera: Libellulidae) ¹
- Triacanthagyna septima (Selys,1857) (Anisoptera: Aeshnidae)
- Triacanthagyna trifida (Rambur,1888) (Anisoptera: Aeshnidae) ¹